# Schwarzheide
Schwarzheide (donołuż. Carny Gózd) – miasto w Niemczech w kraju związkowym Brandenburgia, w powiecie Oberspreewald-Lausitz. 31 grudnia 2008 r. miasto zamieszkiwało 6 344 osoby.

## Współpraca międzynarodowa
- Karcag, Węgry
- Krosno Odrzańskie, Polska
- Piano di Sorrento, Włochy